# Michael Hainisch
Michael Hainisch, né le 15 août 1858 à Gloggnitz (Autriche) et mort le 26 février 1940 à Vienne (Autriche nazie), est un homme d'État autrichien, deuxième président de l'Autriche, après la chute de la monarchie à la fin de la Première Guerre mondiale. Il est un candidat indépendant. Il est élu et prend ses fonctions en 1920, exerçant pendant deux mandats jusqu'en 1928.

## Biographie

### Carrière politique

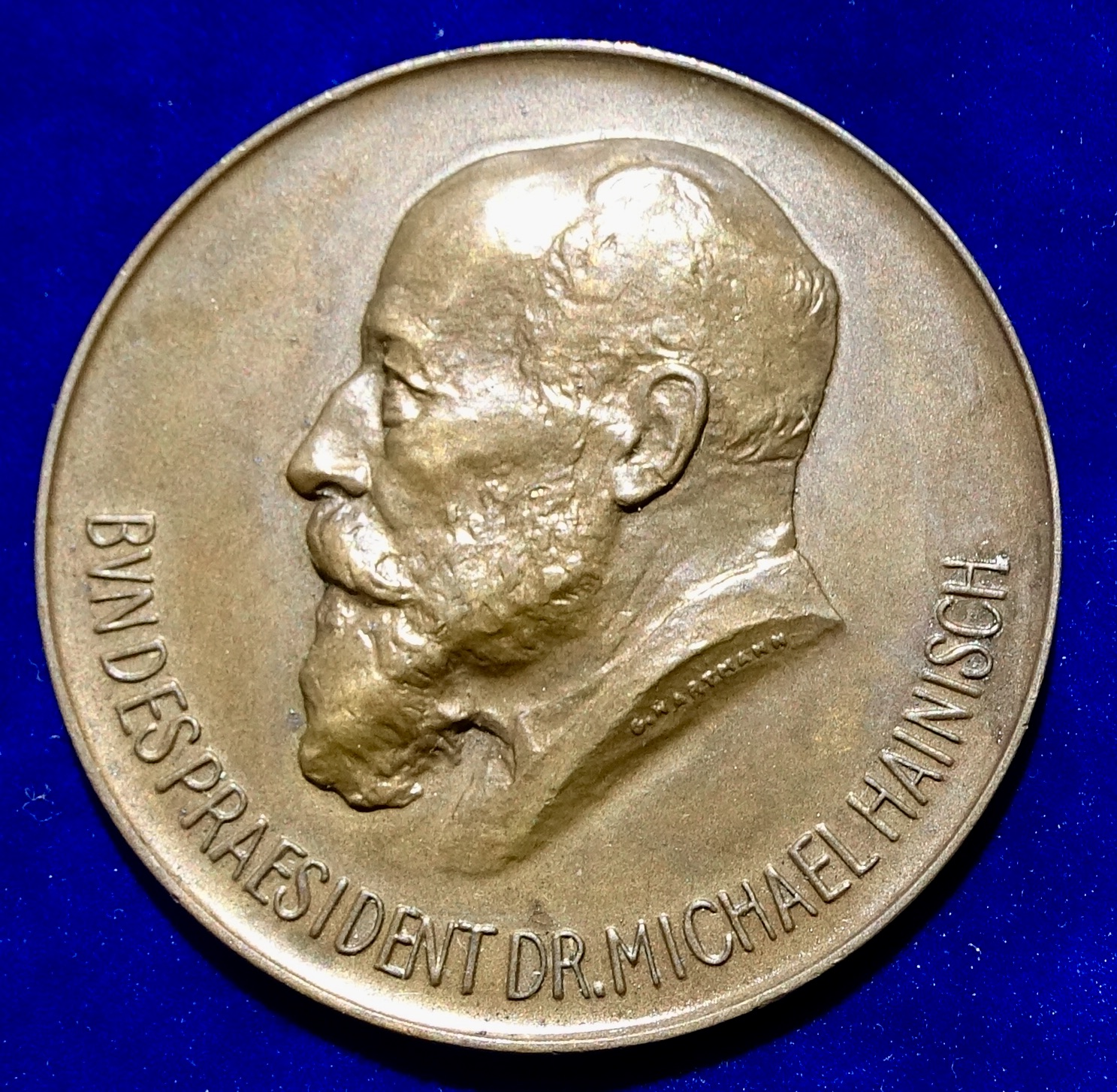
Médaille en bronze du deuxième président de l'Autriche Michael Hainisch,1920 (sans date). Artiste Grete Hartmann, née Chrobak, 1869 - 1946 Vienne

Durant son mandat, il travaille à améliorer la situation du pays après la guerre. Il contribue à développer le secteur agricole, encourage l'électrification des chemins de fer, tente de développer le tourisme, en particulier dans les Alpes. Le commerce avec les pays voisins tels que l'Allemagne est encouragé. Il est aussi un protecteur des traditions locales et de la culture et est à l'origine de la loi sur la protection des monuments. Il devient également membre honoraire de l'Académie autrichienne des sciences.
En 1928, les principaux partis proposent de modifier la constitution afin de réélire Hainisch pour un troisième mandat. Le chancelier fédéral, Ignaz Seipel propose un mandat d'un an pour Hainisch. Mais Hainisch décline l'offre. 
Il soutient le pangermanisme et plus tard appuie l'Anschluss. Il meurt en 1940, tout juste un an après le début de la Seconde Guerre mondiale.